# Joseph Chila
Joseph Chila est un photographe camerounais.

## Biographie
Joseph Chila est né en 1948 à Mbouda dans la Région de l'Ouest du Cameroun. 
Il a appris la photographie auprès d'un photographe de Mbouda,  Jacques Toussele de 1969 à 1974, date à laquelle il y a créé son propre studio. En 1975 il s'installe à Mayo-Darlé dans une région où il n'y avait aucun photographe. Il y reste jusqu'au milieu des années 1990, puis part pour Bankim où il est fermier, tout en se livrant occasionnellement à des travaux photographiques. 
La National Portrait Gallery, en 2005, à l'occasion de « Africa 2005 », a invité Joseph Chila à une résidence à Londres (financée par la fondation Gulbenkian), conclue par une exposition à la Gallery, puis à The Zandra Rhodes Gallery, Kent Institute of Art and Design, à Rochester.

## Expositions
- « Staging Selves: Cameroonian Portrait Photography », Gould Library Exhibitions, 2012[5]